# شهرستان تیزول (ایلینوی)
شهرستان تیزول (به انگلیسی: Tazewell County) یک شهرستان در ایالات متحده آمریکا است که در ایلینوی واقع شده‌است. شهرستان تیزول ۱٬۷۰۴٫۲۲ کیلومتر مربع مساحت دارد.